# Dornogovĭ
Dornogovĭ ou Gobi Oriental (Дорноговь, em mongol) é uma província da Mongólia. Sua capital é Saynshand.